# Ибрагимов, Наиль Хайруллович
Наиль Хайруллович Ибрагимов (тат. Наил Хәйрулла улы Ибраһимов; 18 января 1939, с. Старые Уруссу, Татарская Автономная Советская Социалистическая Республика — 4 ноября 2018, Карлскрона, Швеция) — советский и российский учёный, специалист в области математической физики.

## Биография
Родился в с. Старые Уруссу Татарской АССР 18 января 1939 года. В 1965 году окончил Новосибирский государственный университет (перевелся туда из Московского физико-технического института). В 1973 году защитил диссертацию на соискание ученой степени доктора физико-математических наук (научный руководитель — Л. В. Овсянников). В 1987 году был удостоен Государственной премии СССР за работы в области математической физики.

## Научная деятельность
Автор работ и монографий по математической физике и групповому анализу дифференциальных уравнений.

### Научные труды
- Ибрагимов Н. Х. Групповые свойства некоторых дифференциальных уравнений. — Новосибирск, 1967.
- Ибрагимов Н. Х. Группы Ли в некоторых вопросах математической физики. — Новосибирск, 1972.
- Ибрагимов Н. Х. Группы преобразований в математической физике. — М.: Наука, 1983. — 280 с.
- Ибрагимов Н. Х. Азбука группового анализа. — М.: Знание, 1989. — 48 с. — 22 925 экз.
- Ибрагимов Н. Х. Практический курс дифференциальных уравнений и математического моделирования. — Нижний Новгород: НГУ, 2007. — 421 с.